# 多米妮克·吉辛
多米妮克·吉辛（德語：Dominique Gisin，1985年6月4日—），瑞士女子高山滑雪运动员。她曾代表瑞士参加2010年和2014年冬季奥林匹克运动会高山滑雪比赛，获得一枚金牌。